# Free Yourself
『Free Yourself』（フリー・ユアセルフ）は、新しい学校のリーダーズのデジタル配信曲。2025年4月11日にリリースされた。

## 概要
キーボーディストのBIGYUKIと新しい学校のリーダーズのコラボ楽曲。出会いはとある打ち上げで、カラオケでSUZUKAの歌声を聴いたBIGYUKIがその才能に惚れ込み、熱烈にオファーした事でコラボレーションが始まった。
NHKの放送100年を機に進められてきた新番組『新ジャポニズム』のイメージソングとして制作され、ジャンルや固定観念を飛び越え、自分らしく生きることの大切さを叫ぶ楽曲となっている。プロデュースしたBIGYUKIは、老若男女を超えて熱狂的に一体化できるような、サッカースタジアムで合唱されるチャントのようなメロディをイメージしたと語っている。
2025年3月16日にアメリカ・ロサンゼルスで開催された音楽イベント『matsuri '25: Japanese Music Experience LOS ANGELES』にて、リリース前の新曲として初披露された。